# Долења вас при Кршкем
Долења вас при Кршкем (словен. Dolenja vas pri Krškem) је насељено место у општини Кршко, Посавска регија, Словенија.

## Историја
До територијалне реорганизације у Словенији била је у саставу старе општине Кршко.

## Становништво
У попису становништва из 2011. године, Долења вас при Кршкем је имала 230 становника.
| Број становника према пописима | Број становника према пописима | Број становника према пописима |
| ------------------------------ | ------------------------------ | ------------------------------ |
| 1991                           | 2002                           | 2011                           |
| 191                            | 223                            | 230                            |

Напомена: Године 1998. увећано за део насеља Стари Град.